# Dôme de Ndara
Ndara Tholus
Pour les articles homonymes, voir Ndara.
Le dôme de Ndara (désignation internationale : Ndara Tholus) est un dôme situé sur Vénus dans le quadrangle de Lada Terra. Il a été nommé en référence à Ndara, déesse toraji (île de Sulawesi) du monde souterrain et des tremblements de terre.